# Philippe Médard
Pour les articles homonymes, voir Médard.
Philippe Médard, né le 10 juin 1959 à Meslay-du-Maine (Mayenne) et mort le 30 septembre 2017 à Paris,, est un joueur français de handball des années 1980 et 1990, évoluant au poste de gardien de but.
Gardien de l'équipe de France médaillée de bronze aux Jeux olympiques de 1992, il a également remporté 7 titres de champion de France, ce qui a longtemps constitué un record.

## Biographie
Philippe Médard commence le handball dans le club de Bois-Colombes Sports en catégorie benjamins (U11) et y évolue jusqu'à la catégorie seniors, menant le club au deuxième niveau français. En 1978, il est incorporé au équipe militaire du bataillon de Joinville tout en étant licencié à l'AC Boulogne-Billancourt. Il prend ensuite la direction du club phare de la Stella Sports Saint-Maur où il remporte le titre de champion de France en 1980 aux côtés de Jean-Louis Legrand et Jean-Michel Germain. Il passe ensuite la saison 1980-1981 au Thonon AC avec lequel il devient champion de France de Nationale II.
Puis c'est à l'USM Gagny qu'il se construit son palmarès avec quatre titres de Champion de France et une Coupe de France. Sélectionné pour la première fois en équipe de France en 1979, il s'impose comme l'un des meilleurs mondiaux à son poste et a permis à la sélection française de sortir de l'anonymat. À l'issue de la saison 1984/1985, il reçoit ainsi le « Jet spécial » récompensant le meilleur joueur de la saison.
En 1987, alors que Philippe Médard est au sommet de son art, il décide de rejoindre le Montpellier Paillade SC qui évolue alors au 4e niveau national. Sa signature est notamment à l'initiative de Louis Nicollin qui lui propose alors un poste d'attaché commercial dans son entreprise. Il ne renonce pour autant pas à l'équipe de France avec laquelle il participe aux différents rassemblement en vue du Championnat du monde B 1989 : grâce notamment à un Médard décisif, les Bleus terminent à la 5e place, synonyme de participation au Championnat du monde 1990 où elle obtiendra sa qualification pour les Jeux olympiques de Barcelone.
En 1989, après deux saisons et deux accessions jusqu'en Nationale 1B (actuelle D2), il retrouve l'élite et l'USAM Nîmes avec lequel il remporte deux nouveaux titres de champion de France en 1990 et 1991.
Si la médaille de bronze remportée aux Jeux olympiques de 1992 de Barcelone constitue sûrement l'apogée de sa carrière, cette victoire a un peu un goût amer pour Médard car s'il a été décisif lors du match d'ouverture face à l'Espagne, pourtant favorite à domicile, il n'a pas participé au match pour cette troisième place, Daniel Costantini ayant privilégié la paire Thiébaut-Perez. Il ne sera d'ailleurs plus sélectionné en équipe de France par la suite.
À l'été 1992, il quitte également Nîmes pour le Massy 91 Finances qui dispose de moyens financiers supplémentaires à la suite de sa fusion avec le club sportif du Ministère des Finances, également en Nationale 1B. Aux côtés d’un autre Bronzé, Denis Tristant, il devient champion de France de Nationale 1B en 1993 mais Médard quitte le club à l'intersaison pour rejoindre l'AC Boulogne-Billancourt qui vient d'accéder en Nationale 1B et y termine sa carrière.

## Palmarès

### Club
- Vainqueur du Championnat de France (7) : 1980 (avec Stella Sports Saint-Maur), 1982, 1985, 1986, 1987 (avec USM Gagny), 1990, 1991 (avec USAM Nîmes)
- Vainqueur de la Coupe de France (1) : 1987 (avec USM Gagny)
  - Finaliste en 1985
- Vainqueur du Championnat de France de Division 2 (2) : 1981 (avec Thonon AC), 1993 (avec Massy 91 Finances)
- Vainqueur du Championnat de France de Nationale 1 (1) : 1989 (avec Montpellier Handball)
- Vainqueur du Championnat de France de Nationale 2 (1) : 1988 (avec Montpellier Handball)

### Sélection nationale
- Jeux olympiques
  -  Médaille de bronze aux Jeux olympiques de 1992 de Barcelone
- Championnats du monde
  - 5e place au Championnat du monde B 1989 en France
  - 9e place au Championnat du monde 1990 en Tchécoslovaquie
- Autres
  - 188 sélections en Équipe de France
  - 1 sélection en équipe du monde à Lisbonne
  - Dernière sélection à l'issue des Jeux olympiques de 1992

### Distinction
- Nommé dans l'élection du meilleur gardien de but français du XXe siècle (Sept de diamant)
- Élu meilleur joueur de la saison en 1985[7].
- élu meilleur gardien de but du Championnat du monde B 1989